# Polski Komitet Ratunkowy Dzieci Dalekiego Wschodu

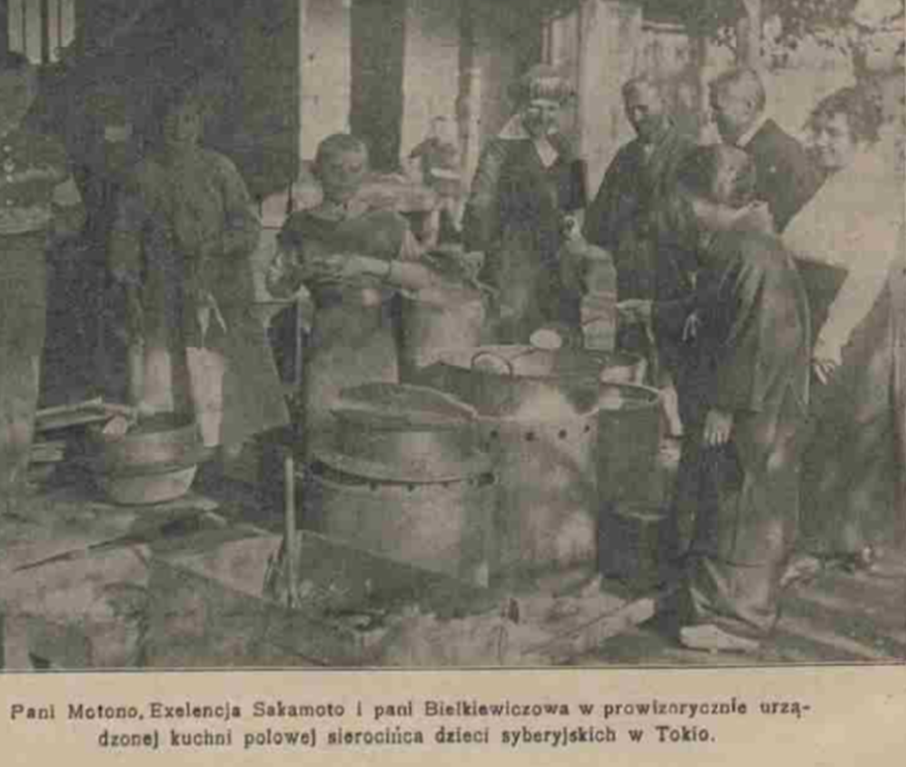
Pani Motono, ekscelencja Sakamoto i Anna Bielkiewiczowa w prowizorycznej kuchni, zorganizowanej w Tokio dla sierot po Sybirakach

Polski Komitet Ratunkowy Dzieci Dalekiego Wschodu powstał 16 września 1919 roku we Władywostoku z inicjatywy działaczy środowiska polonijnego, wywodzącego się z zesłańców syberyjskich i ich potomków.

## Organizatorzy Komitetu
Pierwszym prezesem Komitetu została znana w tym środowisku działaczka społeczna – Anna Bielkiewicz (1877–1936). Jej ojciec – zesłaniec – był jednym z projektantów i budowniczych kolei transsyberyjskiej. Była kuzynką Jerzego Strzałkowskiego, późniejszego prezesa ZMzDW. Jej najbliższym współpracownikiem był dr Józef Jakóbkiewicz (1892–1953).

## Cele działania
Komitet działał dla ratowania dzieci polskich, będących w trudnej lub tragicznej sytuacji. Były to najczęściej dzieci tzw. sieroty wojenne, zagubione, z sierocińców, ale również dzieci rodziców, którzy ze względu na własną sytuację materialną i ogólną sytuację w Rosji, nie mogli im zapewnić rozwoju i godziwych warunków życia. Mieli też nadzieję, że przynajmniej one wrócą do ojczyzny, co było głównym celem Komitetu.

## Efekty działań
Wskutek działań komitetu w latach 1919–1922 wywieziono z ogarniętej wojną domową i rewolucją Rosji 877 dzieci i 93 dorosłych. Część z nich (117 dzieci i 14 dorosłych) przewieziono koleją przez terytorium Rosji Radzieckiej przy pomocy Feliksa Dzierżyńskiego. Większość dzieci, dzięki pomocy organizacyjnej i materialnej Japońskiego Czerwonego Krzyża oraz Polonii Amerykańskiej, przetransportowano statkami Japońskiej Marynarki Handlowej przez Japonię, USA i Anglię do Polski.
Mimo początkowych trudności i niedostatków "dzieci syberyjskie" otrzymały schronienie i pomoc, w specjalnie na tę okazję przygotowanym zakładzie w Wejherowie. Był to duży sukces Komitetu, a w szczególności jego czołowych działaczy Anny Bielkiewicz i Józefa Jakóbkiewicza.
Zakład w Wejherowie został zorganizowany w budynku dawnego szpitala psychiatrycznego i nosił oficjalną nazwę: Zakład Wychowawczy dla Dzieci Syberyjskich w Wejherowie. Przebywał w nim także Jerzy Strzałkowski (z matką i młodszym rodzeństwem) oraz Jadwiga Skąpska z braćmi, w przyszłości zasłużona harcmistrzyni, kpt. Grażyny, organizatorka pierwszych morskich rejsów załóg żeńskich.
Zakład działał w latach 1923–1928. Przebywało w nim w różnych okresach do 300 dzieci. Uczestniczyły w zajęciach szkolnych i różnych zajęciach pozaszkolnych. Między innymi w harcerstwie, które było kontynuacją patriotycznej atmosfery, kultywowanej w środowiskach polskich na Syberii. Hufiec Wejherowski zwany także „Syberyjskim” jako pierwszy w Polsce skierował zainteresowania harcerstwa na problematykę wychowania morskiego. Głównymi pionierami i wykonawcami tej idei byli gen. Mariusz Zaruski i hm. Antoni Gregorkiewicz.
Komitet wydawał jednodniówkę „Echo z Dalekiego Wschodu” (tytuł alternatywny: Jednodniówka Komitetu Ratunkowego Dzieci Dalekiego Wschodu poświęcona sprawie pobytu dzieci syberyjskich w Japonji i Ameryce oraz zorganizowaniu ich życia w Polsce), w której szczegółowo przedstawiano przebieg akcji i informowano o aktualnych zamierzeniach.

## Powiązania
- W roku 2001 powstał film dokumentalny „Syberyjskie Sny” w reżyserii Ewy Misiewicz z udziałem osób które zostały uratowane z Syberii[6]
- Na kanwie historii akcji ratunkowej polskich dzieci z Syberii przez Japonię do Polski powstał w 2003 roku film Warushawa-no Aki (polski tytuł: Jesień w Warszawie). Film wyreżyserował Hiroki Hayashi, a rolę Anny Bielkiewicz zagrała Anna Romantowska[7].
- Szkoła Podstawowa w Starej Wsi w powiecie otwockim nosi imię Polskich Dzieci Syberyjskich[8]